# Oncholaimus conicauda
Oncholaimus conicauda is een rondwormensoort uit de familie van de Oncholaimidae. De wetenschappelijke naam van de soort is voor het eerst geldig gepubliceerd in 1929 door Filipjev.